# Gastroserica sichuana
Gastroserica sichuana är en skalbaggsart som beskrevs av Ahrens 2000. Gastroserica sichuana ingår i släktet Gastroserica och familjen Melolonthidae. Inga underarter finns listade i Catalogue of Life.